# Ювелірна промисловість України
Ювелі́рна промисло́вість — галузь легкої промисловості, що продукує ювелірні вироби засобами обробки коштовного каміння, також виробляє прикраси з золота, срібла, платини та інших коштовних металів.

## Загальна характеристика

### Історія
На території України ювелірне виробництво відоме з давніх часів, про що свідчать археологічні розкопки, які виявили різноманітність цього виробництва в різних осередках, зокрема на Київщині, Південній і Західній Україні.
Виявлено кілька майстерень ювелірів: майстерня V-VI ст. н. е. біля села Бернашівка Могилів-Подільського району Вінницької області  [Архівовано 22 лютого 2006 у Wayback Machine.], майстерня у селі Крилос Івано-Франківської області.
У X—XII століттях ювелірне виробництво було вже широко розвинене у більших містах України; наприклад, у Вишгороді, під Києвом, знайдено майстерню карбувальника з різними інструментами: маленькими молоточками, зубильцями тощо. Подібні знахідки зустрічаються і в інших місцях: в околицях Галича, Львова, на Чернігівщині тощо. У Київській державі були поширені високоякісні золоті вироби з перегородчатою емаллю, які українські купці продавали також за кордоном.
З татарським лихоліттям виробництво ювелірних виробів дещо занепало, згодом почало відроджуватись у зв'язку з розвитком цехів. Важливими осередками ювелірних виробів були більші міста, зокрема Київ і Львів. Наприклад, у Львові перші згадки про золотарів припадають на кінець XIV століття; львівські золотарі в середині XVI століття входили до одного цеху з ливарниками та малярами. На початку XVII століття утворився окремий золотарський цех, а наприкінці XVIII століття було вже два цехи, християнського і юдейського віровизнання. Крім українців, поляків і євреїв, ювелірами були також вірмени та німці. Щоб не допустити до фальшування золотих і срібних виробів, цехи зобов'язували золотарів ставити знаки, так звані «ґмерки», на своїх виробах. Українські ювелірні вироби вивозилися і за кордон; найповажнішим конкурентом у цій ділянці був Краків, де ювелірне виробництво було також широко розвинене.
У XIX столітті постали фабрики для виготовлення ювелірних виробів, але в Україні й надалі переважали дрібні форми виробництва. Після приходу більшовицької влади дрібне виробництво та ремісництво поступово було ліквідовано. Першу велику фабрику ювелірного виробництва створено 1925 року в Києві, згодом збудовано більші заводи також у Харкові й Одесі. 1944 року створено велику фабрику ювелірного виробництва у Львові.
Від 1966 року всі заводи ювелірної промисловості належали до державного об'єднання «Союзювелірпром». За повоєнних років було значно вдосконалено технологію виробництва, механізовано нагрівання печей з захисною атмосферою і широко застосовано електрохімічне полірування. З 24 заводів в СРСР в Україні були розташовані чотири: у Києві, Львові, Харкові та Одесі. Переважно виробляли ювелірні вироби з дорогоцінного і напівдорогоцінного каміння, бурштину, золота та срібла, а також сувеніри та тому подібне. На території України родовища коштовного і кольорового каміння виявлено вже за радянської влади; вони зосереджені в межах Українського кристалічного масиву. У Житомирській, Вінницькій та Хмельницькій областях є родовища топазів, гірських кришталів, а також моріон, опали, гранати, іризуючі лабрадори, бурштин та інше. Нові родовища відкрито також у Карпатах, на Закарпатті, в Донбасі і на Приазов'ї. Деяку частину сировини українська ювелірна промисловість отримувала з інших частин СССР, використовуючи також виробництво штучного каміння.
Ювелірна промисловість України. Станом на кінець XX ст. (1997 рік) в Україні функціонував ряд великих алмазопереробних підприємств, які виробляли 97 % ювелірних виробів з дорогоцінних металів, 99 % діамантів та інструментів з технічних алмазів. Зокрема, ювелірна промисловість України була представлена київським заводом «Українські ювеліри», Львівським, Одеським, Вінницьким заводами. Ювелірні заводи України об'єднані в державну господарську асоціацію «Діамант». Виробничі потужності ювелірної промисловості України — до 12 тонн золота на рік. В 1996 році перероблено одну тонну золота. Крім того, на Південному машинобудівному заводі утворився окремий завод з перероблювання золота та срібла. У 1997—1998 роках на Придніпровському хімічному заводі створено потужності з переробки брухту та відходів платини та металів платинової групи; в об'єднанні «Свема» (м. Шостка) створені потужності з переробки відходів кінофоторентгеноматеріалів в азотнокисле срібло. В 1996 році цими підприємствами та декількома малими фірмами за ліцензією Мінфіну вироблено 119 кг золота, 730 кг платини й близько 13 тонн срібла. Контроль обігу дорогоцінних металів та каменів в Україні здійснює Головне управління дорогоцінних металів та каменів, яке утворене в 1992 році і входить до складу Міністерства фінансів.

### Сучасна ювелірна промисловість
Станом на 2012 рік українська ювелірна галузь була представлена близько 7500 суб'єктами господарювання, понад 99 % — недержавної форми власності. У 2000—2008 роках галузь набирала обертів, досягнувши обсягів виробництва ювелірних виробів понад 100 тонн на рік. У 2008—2012 роках спостерігався спад обсягів ювелірного виробництва, падіння попиту на ювелірні вироби. 2014 року на ювелірному виробництві, розташованому на ПАТ «Хартрон» (Харків), спалахнула пожежа, унаслідок якої вісім людей загинули.

## Підприємства ювелірної промисловості України
- Київський ювелірний завод
- Львівський державний ювелірний завод
- Українські ювеліри
- Укрзолото
- «Адамас»
- «Едем»
- ДП «Вінницький завод «Кристал»»
- Kochut

## Інтернет-ресурси
- Збірка ресурсів Інтернет на тему ювелірної справи в Україні.
- Інформаційний портал «Союзу ювелірів України». 2012 р. [Архівовано 1 листопада 2013 у Wayback Machine.]